# Trnovec nad Váhom
Trnovec nad Váhom est un village de Slovaquie situé dans la région de Nitra.

## Histoire
Première mention écrite du village en 1113.

## Démographie

### Évolution de la population
| Année:               | 1994. | 2004.   | 2014.   | 2024.   |
| -------------------- | ----- | ------- | ------- | ------- |
| Nombre de personnes: | 2466  | 2603    | 2688    | 2757    |
| Différence:          |       | +5,55 % | +3,26 % | +2,56 % |

| Année:               | 2023. | 2024.   |
| -------------------- | ----- | ------- |
| Nombre de personnes: | 2775  | 2757    |
| Différence:          |       | -0,64 % |